# Berhida
Berhida ist eine ungarische Stadt im Kreis Várpalota im Komitat Veszprém. Die Kleinstadt liegt rund zehn Kilometer südlich von Várpalota und wenige Kilometer vom nordöstlichen Ende des Plattensees entfernt.

## Geschichte

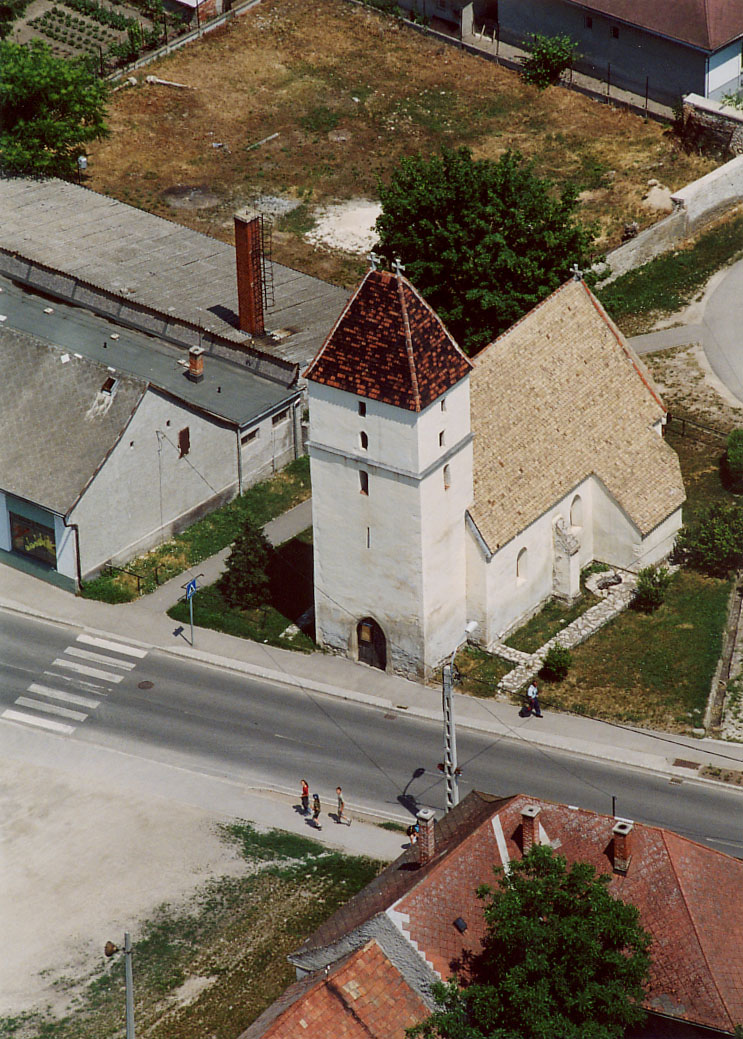
Römisch-katholische Kirche Szent Kereszt, Berhida (2006)

Berhida wurde 1082 erstmals urkundlich erwähnt.

## Sehenswürdigkeiten
Die römisch-katholische Heiligkreuzkirche stammt aus dem 14. Jahrhundert. Der Hochaltar im Chor wurde 1749 eingebaut.